# Výrovka (Hrubý Jeseník)
Výrovka (1168 m) je vrchol v Pradědské hornatině, součásti Hrubého Jeseníku. V hlavním hřebeni jde o druhý vrchol od severu (prvním je Velký Klínovec. Nedaleko vrcholu hory vede hlavní červená hřebenová turistická trasa.